# Severino Aguilar
Severino Aguilar Fruto (ur. 8 lipca 1936 w Colón) – panamski zapaśnik w stylu wolnym. Olimpijczyk z Meksyku 1968, gdzie odpadł w eliminacjach w kategorii 70 kg. Brązowy medalista igrzysk panamerykańskich w 1967. Zdobył trzy medale na igrzyskach Ameryki Środkowej i Karaibów, srebro w 1954 i 1959. Drugi na igrzyskach boliwaryjskich w 1961 i 1965 i trzeci w 1970 roku.